# Gornje Dubovo
Gornje Dubovo (cyr. Горње Дубово) – wieś w Bośni i Hercegowinie, w Republice Serbskiej, w gminie Višegrad. W 2013 roku liczyła 29 mieszkańców.